# 한국어 기원의 영어 단어
한국어 기원의 영어 단어는 한국어에서 받아들인 영어의 외래어를 말한다. 일부 단어는 외래어인가 외국어인가에 대해 논란이 있다.

## 영어 사전에 실린 단어
- Bulgogi: 불고기
- Chaebol: 재벌
- Chisanbop: 지산법
- Hangul: 한글
- Hapkido: 합기도
- Kimchi: 김치
- Kisaeng: 기생
- Ondol: 온돌
- Panmunjeom: 판문점
- Sijo: 시조
- Soju: 소주 (燒酒)
- Taekwondo: 태권도
- Hanja: 한자

## 사전에는 실리지 않았으나, 널리 알려진 단어들
- Bibimbap: 비빔밥
- Galbi:  갈비
- Gosu: 고수 (高手)
- Hantavirus: 한탄강 바이러스 (漢灘江 Virus)
- Hwabyeong: 화병
- Janggi: 장기 (將棋) (한국형 샹치)
- Juche: 주체 (主體)
- Kimbap: 김밥
- Muk-jji-ppa: 묵찌빠

## 잘 알려진 브랜드 고유명사
- Hyundai
- LG
- Samsung
- SK